# Nathan Daems

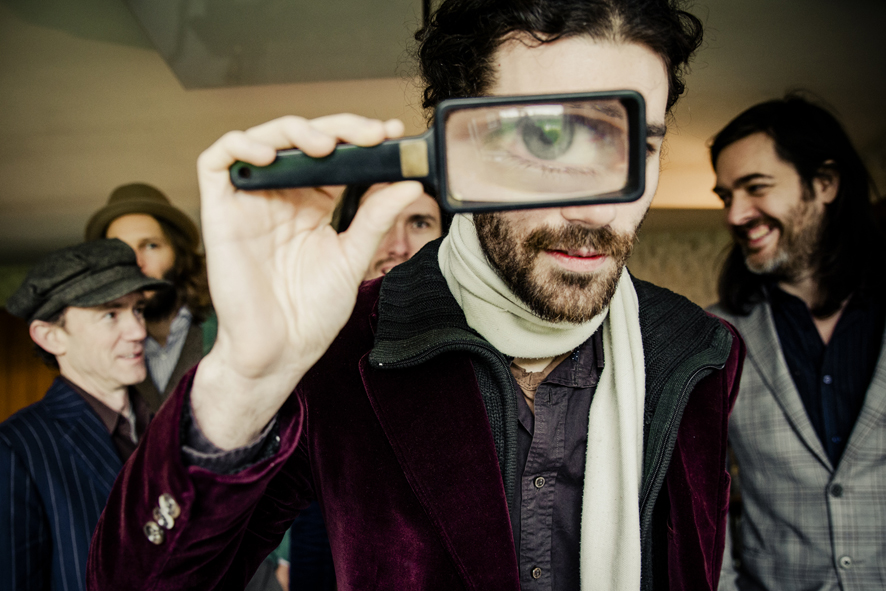

Nathan Daems is een Belgisch multi-instrumentalist die onder meer saxofoon, fluit en ney, washint en kaval speelt. 
Hij begon zijn carrière als bandlid van onder meer Antwerp Gipsy-Ska Orkestra, Orchestre International du Vetex, Bazaar d’Orient, Mafiasko Taxi, Va Fan Fahre en Maguaré.
In  2010 won hij met het Nathan Daems Quintet' de Jong Jazztalent-wedstrijd van het Gent Jazz festival. De band bracht in 2010 het album Praten dialect uit. 
Daems verdiepte zich vervolgens verder in de mix van Oosterse muziek en jazz, en richtte vervolgens twee bands op, Ragini Trio en Black Flower. Daems heeft zich ook verdiept in de Turkse makam (klassieke Turkse muziek).
In 2013 verscheen het debuutalbum 'Ragini' van het Ragini Trio. De band maakt jazz die gebaseerd is op Indische muziek Het trio bestaat uit Daems op saxofoon, de Italiaan Marco Bardoscia op contrabas en Lander Gyselinck op drums. De band beschouwt deze bezetting een jazztegenhanger van de klassiek Indische formatie tabla / tampura / sitar. Een ragini is een vrouwelijke toonladder uit de Indische klassieke muziek. Het woord betekent letterlijk ‘kleur/tint’ en figuurlijk ‘schoonheid/melodie’.
Daems' andere band Black Flower speelt muziek die geïnspireerd werd door Ethiopische jazz (van bv. Mulatu Astatke of Mahmoud Ahmed). Black Flower bracht in 2014 het debuutalbum Abyssinia Afterlife uit dat op de 87e plaats eindigde in de World Music Charts Europe 2014.
Vervolgens richtte Daems ook nog het Nathan Daems Karsilama Quintet op, dat Turkse Roma-muziek speelt.
Daems was een van de muzikanten die de soundtrack maakten van de Thank God it's Friday van de documentairemakers Jan Beddegenoodts en Niel Iwens.
In 2015 componeerde hij de soundtrack voor de Palestijnse langspeelfilm "Love, Theft and Other Entanglements" van regisseur Muayad Alayan. Deze film ging in première op de Berlinale in februari 2015. 
Daems nieuwste band heet Collective N Trance, een combinatie van oeroude sufiritmes met jazz en afro-Braziliaanse percussie.

## Discografie
- 2010 Nathan Daems Quintet: Praten dialect (W.E.R.F.Records)
- 2013 Ragini Trio: Ragini (W.E.R.F.Records)
- 2014 Black Flower : Abyssinia Afterlife (Zephyrus)